# Ley de Ordenación de la Universidad Española
La ley de Ordenación de la Universidad Española, llamada oficialmente ley de 29 de julio de 1943 sobre ordenación de la Universidad española, fue promulgada siendo ministro de Educación Nacional José Ibáñez Martin. El equipo del ministro planteó un modelo de universidad que debía remediar los males que se entendía que aquejaban a esta institución en España y ponerla en sintonía con el ideal político del régimen de Francisco Franco.
El modelo de universidad, que debía perfeccionar la educación y la instrucción profesional de los estudiantes, así como la investigación universitaria, incluía la pertenencia obligatoria a un colegio mayor -con carácter de residente o adscrito- y la pertenencia al Sindicato Español Universitario de todos los alumnos. También contemplaba nuevos centros como los institutos de investigación, vinculados al recién nacido Consejo Superior de Investigaciones Científicas.
Esta ley fue modificada por las leyes de 17 de julio de 1948, 16 de julio de 1949, 16 de diciembre de 1954, 2/1963 de 2 de marzo y 157/1963 de 2 de diciembre.

## Preámbulo
En las explicaciones de la nueva ley, el legislador dice textualmente: 

La Ley, además de reconocer los derechos docentes de la Iglesia en materia universitaria, quiere ante todo que la Universidad del Estado sea católica. Todas sus actividades habrán de tener como guía suprema el dogma y la moral cristiana y lo establecido por los sagrados cánones respecto de la enseñanza. Por primera vez, después de muchos años de laicismo en las aulas, será preceptiva la cultura superior religiosa. En todas las Universidades se establecerá lo que, según la luminosa Encíclica docente de Pío XI, es imprescindible para una auténtica educación: el ambiente de piedad que contribuya a fomentar la formación espiritual en todos los actos de la vida del estudiante.

Por otra parte, la Ley, en todos sus preceptos y artículos, exige el fiel servicio de la Universidad a los ideales de la Falange, inspiradores del Estado, y vibra al compás del imperativo y del estilo de las generaciones heroicas que supieron morir por una Patria mejor. Este fervor encarna en instituciones de profesores y alumnos, al par que en cursos de formación política y de exaltación de los valores hispánicos, con el fin de mantener siempre vivo y tenso en el alma de la Universidad el aliento de la auténtica España.
Preámbulo de la ley sobre ordenación de la Universidad española.

## Articulado
En el artículo 11 se confirma la existencia de doce Universidades en España: de Barcelona, de Granada, de La Laguna, de Madrid, de Murcia, de Oviedo, de Salamanca, de Santiago de Compostela, de Sevilla, de Valencia, de Valladolid y de Zaragoza. En el artículo 12 se divide el territorio nacional en doce Distritos Universitarios, dentro de cada uno de los cuales ejercerá sus funciones la respectiva Universidad. 
- Distrito de la Universidad de Barcelona: provincias de Barcelona, Lérida. Gerona, Tarragona y Baleares.
- Distrito de la Universidad de Granada: provincias de Granada, Málaga, Jaén y Almería y ciudades de soberanía del Norte de África y Zona del Protectorado de Marruecos,
- Distrito de la Universidad de La Laguna: provincias de Las Palmas y Tenerife y colonias de África.
- Distrito de la Universidad de Madrid: provincias de Madrid, Segovia, Toledo, Guadaiajara, Cuenca y Ciudad Real.
- Distrito de la Universidad de Murcia: provincias de Murcia y Albacete.
- Distrito de la Universidad de Oviedo: provincias de Asturias y León.
- Distrito de la Universidad de Salamanca: provincias de Salamanca, Zamora, Ávila y Cáceres.
- Distrito de la Universidad de Santiago de Compostela: provincias de La Coruña, Lugo, Orense y Pontevedra.
- Distrito de la Universidad de Sevilla: provincias de Sevilla, Córdoba, Cádiz, Huelva y Badajoz.
- Distrito de la Universidad de Valencia: provincias de Valencia, Alicante y Castellón.
- Distrito de la Universidad de Valladolid: provincias de Valladolid, Burgos, Palencia, Santander, Guipúzcoa, Vizcaya y Álava.
- Distrito de la Universidad de Zaragoza: provincias de Zaragoza, Huesca, Teruel, Navarra, Logroño y Soria.

El artículo 13 establece los tipos de centros universitarios: facultades universitarias, Institutos o Escuelas de Formación Profesional e Institutos de Investigación Científica, Colegios Mayores y un Secretariado de Publicaciones, Intercambio Científico y Extensión Universitaria. El artículo 14 se refiere a la finalidad de las facultades: la obtención del título de los grados académicos de Licenciado y Doctor.
En su artículo 15 detalla cuáles serán las facultades de todas y cada una de las universidades españolas: 
- Primero. Facultad de Filosofía y Letras.
- Segundo. Facultad de Ciencias.
- Tercero. Facultad de Derecho
- Cuarto. Facultad de Medicina.
- Quinto. Facultad de Farmacia.
- Sexto. Facultad de Ciencias Políticas y Económicas.
- Séptimo. Facultad de Veterinaria.

Además, añade que no podrá crearse ninguna Facultad distinta de las anteriores sino mediante Ley.
En el artículo 18 se establece que para el ingreso en cualquier Facultad el candidato deberá estar en posesión del Título de Bachiller y haber cumplido los 16 años o cumplirlos dentro del año natural en que se verifique la inscripción.

## Profesorado
De acuerdo con esta ley (2, Art. 56), existían cuatro tipos de profesores universitarios: catedráticos numerarios o extraordinarios de facultad, profesores adjuntos de facultad, ayudantes de clases prácticas, clínicas y laboratorios, y profesores encargados de cátedra o curso.